# Morti nel 1275
| Questa pagina contiene informazioni ricavate automaticamente dalle voci biografiche con l'ausilio del template Bio e di un bot. L'aggiornamento è periodico e automatico e ricostruisce completamente la pagina. Se manca una persona in questa lista, sei pregato di non aggiungerla, ma accertati piuttosto che la sua voce biografica contenga il template Bio e che i dati anagrafici siano correttamente compilati. Se il template Bio manca, inseriscilo tu stesso o, in alternativa, metti l'avviso {{tmp\|Bio}} che ne segnala la mancanza. Se i dati riportati sono sbagliati, correggi direttamente la voce biografica; le modifiche saranno visibili in questa lista entro pochi giorni. Per chiarimenti vedi il progetto biografie. La lista contiene solo le 36 persone che sono citate nell'enciclopedia e per le quali è stato implementato correttamente il template Bio. Pagina aggiornata al 10 ago 2025. |

- 6 gennaio - Raimondo di Peñafort, religioso e giurista spagnolo
- 26 febbraio - Margherita d'Inghilterra, regina (n. 1240)
- 1º marzo - Bonavita da Lugo, francescano italiano (n. 1238)
- 18 marzo - Teodorico V di Kleve, conte
- 24 marzo - Beatrice d'Inghilterra, nobile (n. 1242)
- 13 aprile - Eleonora Plantageneta, nobile (n. 1215)
- 18 aprile - Luca Grimaldi, diplomatico italiano
- 23 aprile - Alberghetto Manfredi, nobile italiano (n. 1222)
- 27 maggio - Fujiwara no Tameie, poeta giapponese (n. 1198)
- 29 maggio - Sofia di Turingia, nobile tedesca (n. 1224)
- 2 luglio - Oddone di Rigaud, arcivescovo cattolico, teologo e militare francese
- 13 luglio - Giovanni da Toledo, cardinale inglese
- 25 luglio - Ferdinando de la Cerda, nobile (n. 1255)
- 16 agosto - Lorenzo Tiepolo, politico e ammiraglio italiano
- 12 settembre - Martino Arimanni, vescovo cattolico italiano
- 24 settembre - Humphrey de Bohun, II conte di Hereford, nobile e politico inglese
- 21 ottobre - Sancho d'Aragona, arcivescovo cattolico spagnolo (n. 1250)
- Boemondo VI d'Antiochia, nobile
- Andrea Bonello, giurista italiano (n. 1190)
- Alessio Ducas Filantropeno, nobile e ammiraglio bizantino
- Eleonora di Castiglia, nobile spagnola (n. 1256)
- Grazia d'Arzago, religiosa italiano (n. 1200)
- Matteo dei Libri, notaio e scrittore italiano (n. 1214)
- Mansa Khalifa, maliano
- Maria di Brienne, imperatrice francese (n. 1224)
- Morico di Sutri, vescovo italiano
- Muqi, pittore cinese (n. 1210)
- Giovanni Visconti di Gallura, nobile
- Lapo Visconti, nobile italiano
- Michele Zanche, politico italiano (n. 1203)
- Beatrice d'Angiò, nobile e sovrana francese (n. 1252)
- Ferdinando d'Aragona, nobile spagnolo (n. 1241)
- Giuliano de Grenier, nobiluomo francese
- Cecilia del Balzo, nobildonna francese (n. 1230)
- Guido della Scala, vescovo cattolico italiano
- Ulrich von Liechtenstein, poeta tedesco (n. 1200)